# NGC 7697
NGC 7697 (другие обозначения — IC 5333, PGC 71800, ESO 110-12, AM 2332-654, IRAS23320-6540) — спиральная галактика (Sb) в созвездии Тукан.
Этот объект входит в число перечисленных в оригинальной редакции «Нового общего каталога».